# Роблес, Луис Энрике
Луис Энрике Роблес Рамирес (исп. Luis Enrique Robles Ramirez; 22 сентября 1986, Амакуэка, Мексика) — мексиканский футболист, защитник клуба «Атлас».

## Клубная карьера
Роблес — воспитанник клуба «Атлас». 25 января 2004 года в матче против УНАМ Пумас он дебютировал в мексиканской Примере. 18 марта 2006 года в поединке против «Атланте» Луис забил свой первый гол за «Атлас». В начале 2012 года Роблес на правах аренды перешёл в «Веракрус». 7 января в матче против ПУМАС Морелос он дебютировал в Лиге Ассенсо. После возвращения из аренды Роблес ещё сезон отыграл за «Атлас».
Летом 2013 года Луис перешёл в «Чьяпас», к своему бывшем тренеру Серхио Буэно. 21 июля в матче против своего бывшего клуба «Веракрус» он дебютировал за новую команду. 22 февраля 2014 года в поединке против «Тихуаны» Роблес забил свой первый гол за «Чьяпас».
В начале 2015 года он присоединился к «Пуэбле». 1 марта в матче против «Керетаро» Луис дебютировал за новую команду, заменив во втором тайме Маурисио Ромеро. 10 мая в поединке против «Сантос Лагуна» Роблес забил свой первый гол за «Пуэблу». Летом 2016 года он вернулся в «Атлас».

## Международная карьера
В 2003 году в составе юношеской сборной Мексики Гутьеррес принял участие в юношеском чемпионате мира в Финляндии.